# Sori (Italie)
Sori est une commune italienne de la ville métropolitaine de Gênes, dans la région Ligurie.

## Administration
| Période                                  | Période  | Identité    | Étiquette | Qualité |
| ---------------------------------------- | -------- | ----------- | --------- | ------- |
| 27 mai 2019                              | En cours | Mario Reffo |           |         |
| Les données manquantes sont à compléter. |          |             |           |         |

### Hameaux
Canepa, Capreno, Lago, Levà, Polanesi, San Bartolomeo di Busonengo, Sant’Apollinare, Sussisa, Teriasca

### Communes limitrophes
Avegno, Bargagli, Bogliasco, Gênes, Lumarzo, Pieve Ligure, Recco, Uscio